# Josep Antoni Duran i Lleida
Josep Antoni Duran i Lleida (el Campell, la Llitera, 27 de març de 1952) és un advocat i polític català, actual col·laborador de la CEOE. Entre febrer de 2019 i novembre de 2022 va formar part del consell d'administració d'Aena.

## Biografia
Duran és llicenciat en dret i diplomat a les comunitats europees pel Ministeri d'Assumptes Exteriors. Ingressà a Unió Democràtica de Catalunya l'any 1974 i fou el primer president de la Unió de Joves el 1977. Començà la carrera política com a paer segon a la Paeria de Lleida, càrrec que deixà l'any següent en ser nomenat director general d'Assumptes Interdepartamentals de la Generalitat de Catalunya. Va ser elegit diputat a les eleccions generals espanyoles de 1982 i fou nomenat delegat territorial de la Generalitat a Lleida.
El 1982, 1986 i 1989 fou elegit novament diputat al Congrés dels Diputats. De 1986 a 1987 fou diputat al Parlament Europeu. El 1999 fou elegit diputat al Parlament de Catalunya i nomenat conseller de Governació de la Generalitat de Catalunya, fins al 2001. Fou president del Grup Parlamentari de CiU al Congrés dels Diputats entre 2004 i 2016. Fou també president del Comitè de Govern d'Unió Democràtica de Catalunya entre 1982 i 1984, i posteriorment entre 1987 i 2016.
A partir del 2001 va ser secretari general de Convergència i Unió. En 2004 va ser escollir president de la comissió permanent d'afers exteriors del Congrés dels Diputats, càrrec que va repetir en 2008 i 2011. També fou vicepresident de la Internacional Demòcrata Cristiana i és president d'honor de la Cambra de Comerç de Xile a Barcelona.
L'any 2011 rebé la Creu de Sant Jordi de la Generalitat de Catalunya com a reconeixement a la tasca dels primers diputats catalans al Parlament Europeu. El novembre del 2012, a desgrat de les posicions defensades per CiU, es posicionà clarament contrari a la independència de Catalunya. El 2 de novembre de 2012, en una entrevista feta per Luis del Olmo a ABC Punto Radio, va afirmar que no hi havia una "gran majoria de ciutadans a Catalunya" favorables a la independència i alhora que no veia "l'escenari d'una Catalunya sense Espanya" i a més que no s'havia de fer "un referèndum que no fos legal".
El 23 de novembre de 2014 presentà la plataforma de debat Construïm, com a espai polític de centre per buscar resposta a les diferents crisis que pateix el país i atendre els problemes de la societat "més enllà de la independència". Duran manifestà el seu rebuig a viure en el "frontisme dels uns i els altres", acceptant els matisos i construir la societat pensant en les persones que l'integren.
A les eleccions al Parlament de Catalunya de 2015, va tancar la llista d'Unió Democràtica de Catalunya a la circumscripció de Barcelona. Unió va treure un 2,53% dels vots i es va quedar sense representació al Parlament, fet que va provocar que a la mateixa nit electoral posés el seu càrrec a disposició del partit.
A les eleccions generals espanyoles de 2015, va ser cap de llista per Barcelona per Unió. El seu partit no va obtenir representació al Congrés. El 16 de gener de 2016 va anunciar que deixaria el càrrec de president del Comitè de Govern d'Unió Democràtica durant el congrés que el partit realitzaria el 16 d'abril del mateix any. Un any després, el partit es va veure forçat a desaparèixer, degut a la manca de presència institucional i al fort deute acumulat, superior als 22 milions d'euros.
El març del 2017 va reaparèixer en públic per a presentar un recull de les seves cartes web, sota el títol de Un pa com unes hòsties (ED Libros). El novembre de 2017 va contribuir a organitzar per a la CEOE fòrums de diàleg on es convidava a ministres i organitzacions empresarials d'altres països de la UE.
Des de 2016 forma part del Bufet Colls, despatx d'advocats des de 1956.
El 18 de novembre de 2022 es va anunciar que deixava la seva activitat al consell d'administració d'AENA, i a les dues comissions a les que pertanyia. Actualment és membre del Consell d'Administració de Bloco Do Once Aeroportos do Brasil, la filial creada per l'empresa al Brasil.
Exmembre del Consell d'Administració de Mapfre Internacional.
Des del 23 de març de 2023 és president de l'Associació Espanyola de Distribuïdors, Autoserveis i Supermercats (ASEDAS).

## Activitat docent
Entre les seves activitats acadèmiques és professor visitant de la Universitat Miguel de Cervantes de Santiago de Xile.

## Activitats sense ànim de lucre[calcitació]
És fundador i president de l'Acadèmia Europea Leadership, una iniciativa acadèmica que té com a objectiu la formació de joves d'entre 22 i 34 anys orientada a fomentar lideratges en els àmbits social, econòmic i polític. Fins al moment hi ha hagut dues edicions: 2021-2022 i l'actual de 2022-2023.
President de la Cambra Hispano Xilena, de suport a les iniciatives empresarials xilenes i espanyoles per enfortir les relacions econòmiques, financeres, jurídiques, comercials, industrials, turístiques, culturas i esportives entre ambdós apïsos
També és president del Fòrum de Diàleg Espanya-Itàlia, l'última edició es va celebrar a Barcelona els dies 18 i 19 de juny de 2021.
Vicepresident del Consell Econòmic Espanya-Marroc, organisme destinat a promoure la cooperació econòmica bilateral.
Membre el Consell Assessor del Foro Somos Litera.

## Polèmiques
Al novembre de 2011 Duran i Lleida va advocar anomenar matrimoni homosexual (que és legal a Espanya) per un nom diferent. El març de 2012, durant un encès debat amb el president del govern espanyol, Mariano Rajoy, Duran i Lleida va demanar l'immediat reconeixement de Kosovo per part d'Espanya.

### Cas Pallerols
Al novembre de 2000, salta el  cas Pallerols  del presumpte finançament il·legal d'UDC, a través dels fons europeus de formació professional, Duran assegura que "Si això es demostra, dimitiré". Va afirmar que dimitiria si Unió s'hagués finançat il·legalment i la sentència en cap cas va dir això.
El gener de 2013, el cas "Pallerols" es resol amb l'autoinculpació dels acusats, que per eludir l'ingrés a la presó acorden penes de multa i d'entre 7 mesos i any i mig de presó.
El PP, ERC i tota l'oposició catalana reclamen al líder d'Unió que compleixi amb la seva paraula i assumeixi responsabilitats.
El 16 de març de 2013, va declarar el següent: "Hem de ser curosos i veure si volem deixar en mans dels jutges la destinació dels polítics", "Hem d'acordar una proposta entre tots".

## Llibres
- Voluntat de servei (Editorial Timun Mas)
- L'Estat del Benestar. Amb Ruud Lubbers (Institut d'Estudis Humanistics Miquel Coll i Alentorn)
- Catalunya i l'Espanya plurinacional (Editorial Planeta)
- La política a diari (Raval Pórtic)
- Cartes de navegació. Per un nou rumb (Columna Edicions)
- Entre una Espanya i una altra. De l'11-M a l'atemptat de Barajas (Columna Edicions)
- Un pa com unes hòsties (ED Libros)[13]
- El risc de la veritat (Edicions Proa)